# 前嶋志郎
前嶋 志郎 （まえしま　しろう、1973年7月23日 - ）は、日本のダーツプレイヤー。
カードネームは前嶋組長、前嶋志郎【前嶋組】。出身は大分県津久見市。大分県津久見市のダーツバーYAMATO～矢的～のプレイヤー。
大分県立津久見高等学校卒業。
大分県津久見市に本社を置く有限会社前嶋工業の代表取締役社長、ダーツ関連業務をおこなう株式会社前嶋組の代表取締役会長を務める。
身長は178cm、利き腕は右。オープンスタンス。

## 来歴
2004年からダーツを始める。
偶然立ち寄った店に居たお客さんに『一緒に投げませんか？』と誘われたことがきっかけ。その後、ダーツバーYAMATO～矢的～を開店。。
数多くのプレイヤーのスポンサーや、地方でのダーツ振興、大会の開催などを積極的に行っている。

## 使用バレル
JOKER DRIVER × 前嶋組 MK-2012 prototype

## スポンサー

### 2013年
- コマツ
- JUST DO IT
- ZERO-1
- JOKER DRIVER DARTS
- L-STYLE
- エスダーツ(アールオーエヌ)
- GOOD STANDARD DESIGN
- J-CREW (じゃんぼ部屋)
- OUT FOX
- Souls Cokers
- S925
- 坊家
- 蛸精肉店
- 青木塾
- ユナイテッドコア
- 大成苑
- とめ手羽
- GOOD LUCK
- 麓水 RoKuSui
- 蔵美 KURABI
- アクセス・ソリューション
- クリップナイン
- REVOLVER
- らーめん矢吹
- 前嶋組
- 前嶋工業

### 2012年
- コマツ
- JUST DO IT
- L-style
- エスダーツ(アールオーエヌ)
- JOKER DRIVER DARTS
- 9 DARTS.TV
- とめ手羽
- 青木塾
- じゃんぼ部屋
- A&M
- GOOD STANDARD DESIGN
- 蛸精肉店
- S925
- M's
- 南九州ビーエムシー
- Soul Corkers
- OUTFOX
- Second Impact
- Good Luck
- D-PLACE
- 坊家
- 前嶋組
- 前嶋工業

## ホームショップ
- YAMATO～矢的～ (PHONIX・DARTSLIVE)
- BREAK FACTORY (D-1)

## 主な戦績
- 2008年 Pleasure Four Season Cup-玄武の陣- ダブルス 準優勝
- 2008年 PHOENIX CUP in MIYAZAKI ダブルス 3位
- 2008年 PERFECT 第5戦 東京 ベスト16
- 2008年 PERFECT 第6戦 岐阜 ベスト16
- 2009年 矢祭Vol.5 AAフライト優勝
- 2009年 SPARK AAフライトダブルス優勝
- 2010年 PERFECT 第7戦 愛媛 ベスト32